# 1108
Cette page concerne l'année 1108  du calendrier julien.
L'année 1108 est une année bissextile qui commence un mercredi.

## Événements

### Proche-Orient
- Mars : blocus de Tripoli. Le cadi de la ville Fakhr al-Mulk, demande sans succès des secours au sultan Muhammed Ier à Bagdad. Les notables de la ville se tournent vers le vizir d’Égypte Al-Afdhal en août[1].
- Août - septembre : l’atabeg de Mossoul Jâwali Saqâwâ libère Baudouin II d’Édesse et conclut avec lui une alliance. Baudouin se rend à Antioche et réclame à Tancrède son fief d’Édesse. Celui-ci refuse. Baudouin quitte Antioche pour faire sa jonction avec son allié Jawali. Tancrède le suit et tente de l’en empêcher. Malgré quelques accrochages, les deux hommes se réunissent après chaque combat pour manger ensemble et bavarder ! Une médiation du patriarche d’Antioche départage les deux chefs francs. Baudouin récupère son fief. Rentré à Édesse, il libère les prisonniers musulmans, allant même jusqu’à exécuter un de ses fonctionnaires chrétiens qui avait publiquement injurié l’islam. Ridwan d’Alep s’allie alors au maître d’Antioche contre la coalition de l’émir de Mossoul et du comte d’Édesse[1].
- Septembre : à la suite de l'échec de son expédition contre l’empire byzantin, Bohémond de Tarente doit  signer le traité de Déabolis, faisant d’une partie du territoire de la principauté d'Antioche un fief byzantin[2]. Mais Tancrède refuse de reconnaître le traité et en l’absence de Bohémond, reprend les places prises par les Alépins et les Byzantins (Cilicie) en 1105[3].
- Octobre : bataille de Tell Bacher (Turbessel)[4]. Tancrède d’Antioche, avec 1500 chevaliers et fantassins francs, et 600 cavaliers turcs envoyés par Ridwan d’Alep rencontrent près de la forteresse de Tell Bacher les 2000 hommes de Jawali, atabeg de Mossoul, et de son allié Baudouin du Bourg. Tancrède et Ridwan prennent l’avantage. Les hommes de Jawali se réfugient à Tell Bacher, fief de Jocelin, le cousin de Baudouin. En apprenant la défaite de Baudouin les Arméniens d’Edesse prennent le pouvoir pendant son absence. Rentré dans son fief, il mate la révolte en arrêtant les principaux notables, dont plusieurs prêtres, et ordonne qu’on leur crève les yeux. À Mossoul, les notables se sont aussi révoltés mais Jawali ne parvient pas à reprendre la ville. Le sultan Muhammed Ier a mis sa tête à prix. Jawali le rejoint cependant à Ispahan, implore son pardon et obtient le gouvernement d’une province en Perse. Tancrède est à l’apogée de sa gloire[1].

### Europe
- Printemps : la croisade du roi de Norvège Sigurd Magnusson Jorsalfar quitte l’Angleterre avec soixante navires. Après avoir essuyé une tempête dans le Pas de Calais, elle se rend à Saint-Jacques-de-Compostelle où elle hiverne[5].
- 29 mai : bataille d’Uclès. Les troupes castillanes sont mises en pièces par les Almoravides[6].
- 29 juillet : début du règne de Louis VI le Gros, roi de France (fin en 1137). Le nouveau roi est sacré à Orléans le 3 août[7]. Louis pacifie son domaine d’Île-de-France en luttant pendant 20 ans contre les barons pillards. Il encourage le mouvement communal et met le domaine royal en valeur en attirant les paysans par l’octroi de chartes.

- L’empereur Henri V du Saint-Empire intervient en Hongrie contre le roi Coloman, en vain. Il menace Presbourg mais doit se retirer quand le duc de Pologne Boleslas III Bouche-Torse envahit la Bohême[8].
- Commune de Noyon, appuyée par l’évêque[9].
- Bertrand de Saint-Gilles part en Orient. Son jeune frère Alphonse Jourdain devient comte de Toulouse (fin en 1148)[10].
- Pierre Abélard enseigne à Paris après avoir étudié à Loches avec le philosophe nominaliste Roscelin, puis à Paris avec le philosophe réaliste Guillaume de Champeaux, et commence à enseigner à Melun et à Corbeil. Critique ardent de ses maîtres, il acquiert rapidement une grande célébrité à travers l’Europe en tant que professeur et intellectuel[11].
- Canonisation de Théodose, fondateur de la Laure des Grottes de Kiev, appelé « chef de tout l’ordre des moines en Russie »[12].
- Fondation à Kiev du monastère Saint-Michel « au toit d’or » par le prince Sviatopolk qui s’y fera inhumer[13].